# Santo Antônio do Monte
Santo Antônio do Monte là một đô thị thuộc bang Minas Gerais, Brasil. Đô thị này có diện tích 1129,365 km², dân số năm 2007 là 25694 người, mật độ 22,75 người/km².